# Elisha Dyer junior

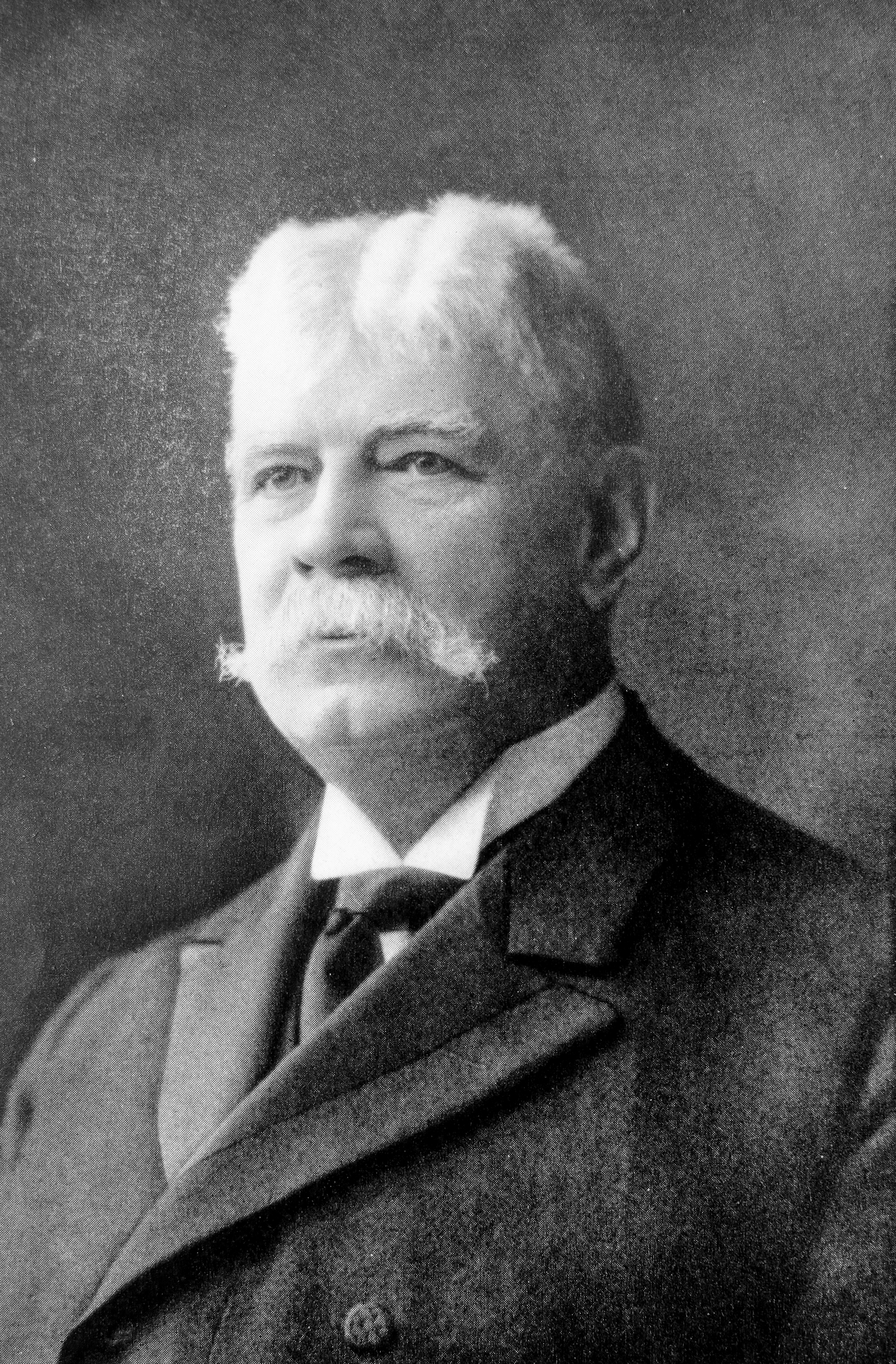
Elisha Dyer junior

Elisha Dyer junior (* 29. November 1839 in Providence, Rhode Island; † 29. November 1906 ebenda) war ein US-amerikanischer Politiker und von 1897 bis 1900 Gouverneur des Bundesstaates Rhode Island.

## Frühe Jahre und Aufstieg
Elisha Dyer junior war ein Sohn von Elisha Dyer Sr., der zwischen 1857 und 1859 Gouverneur von Rhode Island gewesen war. Der jüngere Dyer studierte an der Brown University und an der Universität Gießen in Deutschland Chemie. In Rhode Island wurde er Mitglied der Miliz. Während der Amtszeit seines Vaters war er dessen Verbindungsoffizier (Aide-de-camp) zu dieser Truppe. Während des Bürgerkriegs wurde er nach einer Verletzung, die er sich bei einer Übung im April 1861 zugezogen hatte, nur auf Verwaltungsposten eingesetzt. Trotzdem machte er eine steile militärische Karriere. Bei Kriegsende war er Oberst. Auch danach blieb er Mitglied der Miliz und stieg bis zum Brigadegeneral auf. Zwischen 1882 und 1895 war er Oberbefehlshaber der Truppe, die er in dieser Zeit reformierte.

## Politische Laufbahn
Elisha Dyer wurde wie sein Vater Mitglied der Republikanischen Partei. Im Jahr 1877 wurde er in den Senat von Rhode Island gewählt. Zwischen 1878 und 1883 war er Mitglied im Gesundheitsausschuss seines Staates und von 1880 bis 1881 war er Abgeordneter im Repräsentantenhaus von Rhode Island. In seiner Heimatstadt Providence war er von 1890 bis 1891 Stadtrat und von 1888 bis 1897 Mitglied des Schulausschusses. Im Jahr 1897 wurde er als Kandidat seiner Partei zum Gouverneur seines Staates gewählt. Dieses Amt übte er zwischen dem 25. Mai 1897 und dem 29. Mai 1900 aus. In dieser Zeit wurde eine neue Staatsflagge eingeführt und die Ostgrenze des Staates festgelegt. In Dyers Amtszeit fiel der Spanisch-Amerikanische Krieg, zu dem auch Rhode Island seinen Beitrag leisten musste, der aber aufgrund der Kürze des Krieges vergleichsweise gering war.
Nach dem Ende seiner Gouverneurszeit wurde 1904 Dyer noch einmal in den Staatssenat gewählt. Im Jahr 1905 wurde er als Nachfolger von Augustus S. Miller Bürgermeister von Providence. Dieses Amt behielt er bis zu seinem Tod an seinem 67. Geburtstag im Jahr 1906. Mit seiner Frau Nancy Anthony Viall hatte der Gouverneur vier Kinder.